# Ley Alina
La Ley Alina es una reforma al código penal del estado de Baja California, la cual está inspirada en el caso de Alina Narciso Tehuaxtle y busca proteger a aquellas mujeres que son juzgadas al usar la legítima defensa al momento de sufrir violencia. Esta reforma aplica a los artículos 23° y 79° del Código Penal del estado de Baja California e integra la interseccionalidad a la legítima defensa en casos específicos donde una mujer sea víctima de cualquier tipo de violencia relacionada con el género.
En enero de 2023, la diputada Liliana Michel Sánchez Allende, presentó un proyecto para la iniciativa de ley, la cual fue inspirada en Alina Mariel Narciso Tehuaxtle, no sin antes presentarse con ella y comentarle sobre esta propuesta.
Se aprobó por unanimidad durante la sesión de la Comisión de Igualdad de Género y Juventudes del Congreso del Estado de Baja California, el 10 de agosto de 2023.

## Antecedentes
En octubre de 2022, Alina Mariel Narciso Tehuaxtle, una mujer de mediana edad originaria de Córdoba, Veracruz, fue sentenciada a una pena de 45 años de prisión y 420 mil pesos mexicanos como reparación del daño a la familia. Esto se debe a raíz del homicidio de quien fuera su pareja, Luis Rodrigo Juaréz Arellanes; ambos eran elementos activos de la Policía Municipal de Tijuana.
Narciso Tehuxtle relató que el 12 de diciembre de 2019, su pareja sentimental intentó asfixiarla tras una discusión en el domicilio que compartían. Se detalló que Luis Rodrigo la agredió y amedrentó con su arma de fuego, con la intención de quitarle la vida; tras el forcejeo Alina logró arrebatarle el arma de fuego y le disparó en reiteradas ocasiones.
Durante las audiencias, y al presentarse pruebas que demostraran que se actuó en defensa propia, la defensa de Narciso solicitó que «se le juzgará con perspectiva de género y con enfoque interseccional», argumentando que había sido víctima de violencia familiar. Lo anterior se robusteció con los dictámenes de ley.
Tras esperar más de tres años en prisión, Alina fue liberada en mayo de 2023. Al ser entrevistada después de salir de prisión, Alina declaró:
El mensaje que se da es muy contundente, ya no sólo existe la muerte o la cárcel, existe la Legítima Defensa. 

## Características
Se pretende encausar a que se reconozcan los casos en los que la punibilidad no sea considerada un exceso en la legítima defensa, debiendo tomar en cuenta lo siguiente:
- Ser mujer.
- Haber sufrido violencia física, sexual o feminicida.
- Encontrarse en una situación o estado de peligro.
- Al momento de sufrir la agresión, encontrarse en un estado de miedo/terror.
- El estado de confusión afecte su capacidad para limitar su respuesta o racionalidad de los métodos empleados.

Lo anterior referenciado, según lo establecido en el Código Penal de Baja California:
Artículo 23 ° .- Exclusión del delito.- El delito se excluye cuando se actualice alguna causa de atipicidad, de justificación o de inculpabilidad.
“También se presumirá de legítima defensa, salvo prueba en contrario, en caso de que la mujer sea víctima de violencia física, sexual o feminicida, o en el hecho haya estado en peligro de serlo y repela la agresión. En estos casos la Fiscalía General del Estado o el órgano jurisdiccional, según corresponda, deberán actuar con perspectiva de género para determinar la procedencia de la legítima defensa. Mismo criterio se aplicará cuando una tercera persona actúe en defensa de ella.
Agregando así, la concretización de la Legítima Defensa como excluyente de la acción y/o acciones que encuadran al delito. 

Lo anterior referenciado, según lo establecido en el Código Penal de Baja California:
Artículo 79.- Punibilidad en caso de exceso
“No se considerará exceso en la legítima defensa cuando la mujer sea víctima de violencia física, sexual o feminicida, o en el hecho haya estado en peligro de serlo y al momento en que ésta se concretice acredite haber estado en un estado miedo o terror o se encuentren en un estado de confusión que afecte su capacidad para determinar el límite adecuado de su respuesta o la racionalidad de medios empleados.”

## Reacciones
En 2025, cuando se proponía una ley similar en los distintos estados, la Ley Alina ha sido objeto de críticas y desinformación. Uno de los opositores fue el periodista e influencer de derecha, Alex Flores, quien señaló mediante su cuenta de TikTok que «se busca darle a las mujeres licencia para matar» y que tiene de base a las reglas de Bangkok. No obstante, en realidad trata de juzgar a las víctimas con perspectiva de género, «ya que las respuestas a la violencia no son medidas, sino reacciones humanas, instintivas y desesperadas ante una violencia feminicida».
La abogada María Suárez, por su parte, reconoce que esta ley puede ser vista como una «medida extrema, pero necesaria» al tomar en cuenta las dinánimas de poder entre los sexos en la cultura mexicana, razón por la que dicha ley está pensada exclusivamente en mujeres víctimas de violencia (a diferencia de otras leyes en que el género no se especifica), a quienes el sistema de justicia ha fallado en proteger. También abordó la controversia respecto a que se contempla no sólo agresiones físicas, sino también psicológicas o la percepción de peligro inminente, mencionando que existen pruebas periciales psicológicas y médicas que pueden confirmar si la reacción fue proporcional y en legítima defensa.